# Kleinbracher Straße 17 (Kleinbrach)

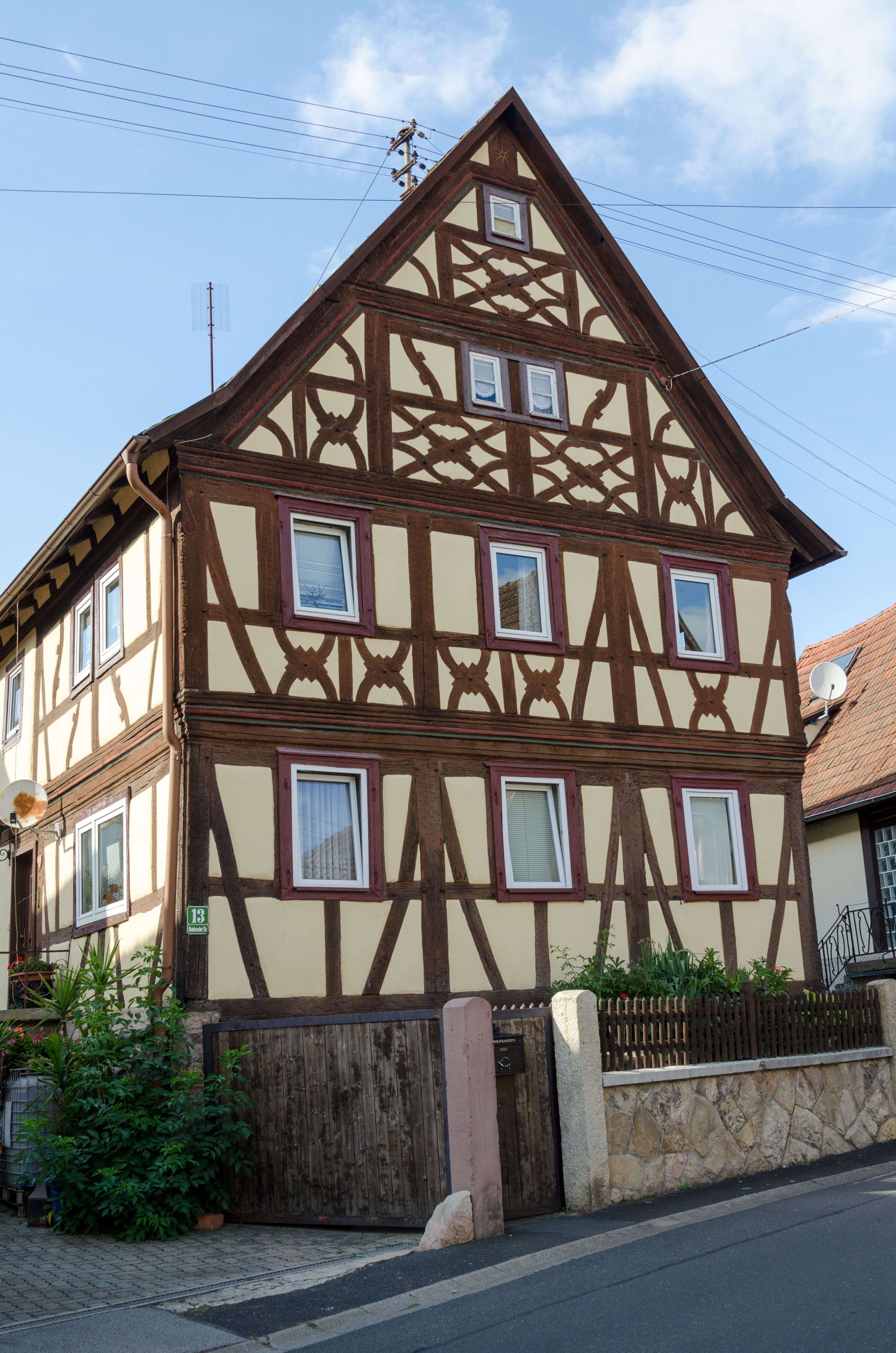
Kleinbracher Straße 17 in Bad Kissingen, Kleinbrach

Das Anwesen Kleinbracher Straße 17 in der Kleinbracher Straße in Kleinbrach, einem Stadtteil von Bad Kissingen, der Großen Kreisstadt des unterfränkischen Landkreises Bad Kissingen, gehört zu der Bad Kissinger Baudenkmälern und ist unter der Nummer D-6-72-114-201 in der Bayerischen Denkmalliste registriert.

## Geschichte
Das ehemalige Wohnstallhaus entstand laut Bezeichnung am Kellerabgang im Jahr 1723. Es handelt sich um einen zweigeschossigen Fachwerkbau über hohem massivem Sockel und Satteldach. Das Fachwerk äußert sich in der durchkreuzten Raute und dem durchkreuzten Rad in den Brüstungen des Obergeschosses und des Giebels.
Entsprechend der inneren Abfolge von Stube und Kammer sind die Giebelfront in beiden Wohngeschossen unregelmäßig geteilt und im Giebel wiederum symmetrisch.